# Liste des ports en Espagne
Cette liste (non exhaustive) présente les principaux ports espagnols : de la péninsule dans le sens des aiguilles d'une montre en partant du Nord-est et la frontière française. Le découpage choisi est celui des "communautés autonomes", du pays.

## Catalogne
- Port de Barcelone
- Port de Tarragone
- Port Vell
- Port Digne

## Communauté valencienne
- Port de Castellon de la Plana
- Port de Sagunto
- Port de Valence
- Port de Gandia
- Port de Denia
- Port d'Alicante

## Région de Murcie
- Port de Cartagène
- Port d'Escombreras

## Andalousie
- Port de Carboneras
- Port d'Almería
- Port de Motril
- Port de Malaga
- Port de la Baie d'Algeciras
- Port de Tarifa
- Port de la Baie de Cadix
- Port de Séville
- Port de Huelva

## Galice
- Port de Marín et Ria de Pontevedra (Pontevedra)
- Port de Vigo
- Port de La Corogne
- Port de Ferrol
- Port de Vilagarcia

## Asturies
- Port d'Avilès
- Port de Gijon

## Cantabrie
- Port de Santander

## Pays basque
- Port de Bilbao
- Port de Pasajes (Saint-Sébastien)

## Iles Baléares
- Port de Sant Anthoni de Portmany
- Port d'Ibiza
- Port de Formentera
- Port de Palma de Majorque
- Port de Mahon
- Port d'Alcudia

## Îles Canaries
- Port de Rosario
- Port d'Arrecife
- Port de Las Palmas de Gran Canaria
- Port de Santa Cruz de Tenerife
- Port de Mogán

## Territoire enclavé
- Port de Ceuta
- Port de Mellila